# (177967) Chouchihkang
(177967) Chouchihkang est un astéroïde de la ceinture principale.

## Description
(177967) Chouchihkang est un astéroïde de la ceinture principale. Il fut découvert le 15 août 2006 à l'Observatoire de Lulin par Hong Qin Lin et Ye Quan-Zhi. Il présente une orbite caractérisée par un demi-grand axe de 2,39 UA, une excentricité de 0,11 et une inclinaison de 6,2° par rapport à l'écliptique.

## Compléments